# Тајсбергстеген
Тајсбергстеген (њем. Theisbergstegen) општина је у њемачкој савезној држави Рајна-Палатинат. Једно је од 98 општинских средишта округа Кузел. Према процјени из 2010. у општини је живјело 704 становника. Посједује регионалну шифру (AGS) 7336098.

## Географски и демографски подаци
Тајсбергстеген се налази у савезној држави Рајна-Палатинат у округу Кузел. Општина се налази на надморској висини од 244 метра. Површина општине износи 5,0 km². У самом мјесту је, према процјени из 2010. године, живјело 704 становника. Просјечна густина становништва износи 141 становника/km².